# 영동 별신굿
영동 별신굿은 대한민국 전라남도 강진군 영동리에서 지내는 마을 공동 제사이다. 2010년 3월 3일 강진군의 향토문화유산 제41호로 지정되었다.
매년 정월 대보름에 열리는 별신제는 산동마을 역사를 담고 있는 전설을 계승하고 있으며, 유교적 제사와 풍물굿이 결합된 축제적 마을굿으로 일제강점기에 중단. 그 후 당산제로 복원되었다가 40여 년 만에 폐지되었으나, 1980년대 별신제라는 명칭으로 부활한 마을굿으로 청자축제 등 각종 행사에 참여하고 있다.